# Лудвиг фон Зигмаринген
Лудвиг фон Зигмаринген Стари (на немски: Ludwig von Sigmaringen; † 1092) е господар на Зигмаринген на Дунав в Баден-Вюртемберг, създава линията Зигмаринген-Шпитценберг-Хелфенщайн.

## Биография
Той е син на фон Зигмаринген и брат на Манеголд фон Зигмаринген († сл. 1083). Лудвиг и брат му са споменати през 1083 г. в Хератскирх (при Заулгау) като свидетели на документ за манастир Кьонигзегвалд.
Лудвиг се жени пр. 1092 г. за Рихинца фон Шпитценберг († сл. 1110), от род Церинги от Швабия, вдовица на Рудолф фон Фрикинген († пр. 1092), дъщеря на Бертхолд I фон Церинген († 1078), херцог на Каринтия, маркграф на Верона, и първата му съпруга Рихвара фон Цулфрихгау († пр. 1056/1073), дъщеря на херцог Херман IV от Швабия († 1038) и маркграфиня Аделхайд от Суза († 1091). Нейната полусестра Аделхайд Торинска († 1079) е омъжена през 1066 г. за херцог Рудолф фон Райнфелден († 1080), геген-крал на Хайнрих IV, който е женен през 1066 г. за другата ѝ полусестра Берта Савойска († 1087), императрица на Свещената Римска империя (1084 – 1087).
Рихинца наследява замък Шпитценберг и околната територия и така се основава линията Зигмаринген-Шпитценберг-Хелфенщайн. Лудвиг построява в края на 11 век замък Шпитценберг при Кухен в областта на Гьопинген, на територията на наследството на Рихинца, и се нарича на него. От замъка са останали малко останки от стените.
Рихинца е погребана сл. 1110 г. в църквата Всички Светии в Шафхаузен, Швейцария. Синовете им Улрих, Лудвиг и Манголд фон Зигмаринген правят дарения на манастир Санкт Георген в Шварцвалд.
Неговият внук Готфрид фон Шпитценберг е епископ на Регенсбург (1185 – 1186) и на Вюрцбург (1186 – 1190) и близък довереник на император Фридрих I Барбароса фон Хоенщауфен.

## Деца
Лудвиг фон Зигмаринген и Рихинца фон Шпитценберг имат четири деца:
- Матилда фон Шпитценберг († 1116), омъжена за Арибо фон Гайзлинген/Арибо фон Вертинген
- Улрих фон Зигмаринген († 1110), духовник
- Лудвиг фон Зигмаринген-Шпитценберг († сл. 1110), господар на Зигмаринген-Шпитценберг, баща на Рудолф I фон Зигмаринген-Шпитценберг († сл. 1147)
- Манголд фон Зигмаринген († 1110)